# This is Elvis
This is Elvis is een documentaire uit 1981 over het leven van de zanger en acteur Elvis Presley, een mix van authentieke beelden en ensceneringen. De première was op 4 april 1981, tijdens het Cannes Film Festival.
Voor de film speelden vier acteurs Elvis en een stemacteur:
| Acteur          | Personage                          |
| --------------- | ---------------------------------- |
| Paul Boensch II | Elvis op een leeftijd van 10 jaar. |
| David Scott     | Elvis op een leeftijd van 18 jaar. |
| Dana MacKay     | Elvis op een leeftijd van 35 jaar. |
| Johnny Harra    | Elvis op een leeftijd van 42 jaar. |
| Ral Donner      | deed de stem van Elvis Presley.    |

In "This Is Elvis" vertellen mensen zoals Lisa Marie Presley het levensverhaal van Elvis Presley. De film werd destijds goed ontvangen en wordt van tijd tot tijd nog steeds uitgezonden op TV. Opvallend is dat Colonel Parker ook in deze film zijn bij Elvis-films gebruikelijke credit als "technical advisor" krijgt.